# Tiếng Lezgi
Tiếng Lezgi, cũng được gọi là tiếng Lezgin, là một ngôn ngữ thuộc nhóm ngôn ngữ Lezgi của ngữ hệ Đông Bắc Kavkaz. Đây là ngôn ngữ của người Lezgi, sống ở miền nam Dagestan, miền bắc Azerbaijan, Turkmenistan, Uzbekistan, Kazakhstan, Thổ Nhĩ Kỳ, Đức, v.v. Tiếng Lezgi là ngôn ngữ văn học và là một ngôn ngữ chính thức của Dagestan. Trong Atlas ngôn ngữ bị đe dọa trên thế giới của UNESCO, nó được liệt kê là một ngôn ngữ "dễ thương tổn".

## Phân bố địa lý
Tính đến năm 2002, tiếng Lezgi là ngôn ngữ của 397.000 người ở Nga, chủ yếu tại Nam Dagestan, và tính năm 1999 bởi 178.400 người chủ yếu ở các quận Qusar, Quba, Qabala, Oghuz, Ismailli và Khachmaz (Xaçmaz) miền đông bắc Azerbaijan. Tiếng Lezgi cũng có mặt ở Kazakhstan, Kyrgyzstan, Thổ Nhĩ Kỳ, Turkmenistan, Ukraine, Đức và Uzbekistan, do người nhập cư từ Azerbaijan và Dagestan mang tới.
Ngoài ra còn có các cộng đồng người nói nhỏ tại các khu vực Balikesir, Yalova, Izmir, Bursa ở Thổ Nhĩ Kỳ. Người Lezgin tập trung chủ yếu tại làng Kirne (Ortaca) thuộc vùng Balikeir.
Tổng số người nói là khoảng 650.000 người.